# Thy Majestie
Thy Majestie ist eine italienische Power-Metal-Band, die 1998 gegründet wurde. Sie bezeichnen ihren Musikstil selbst als Symphonic Power Epic Metal.
Es ist eine Ähnlichkeit zu der aus demselben Land stammenden Band Rhapsody of Fire zu hören, die darauf beruht, dass Rhapsody of Fire viele italienische Power-Metal-Bands beeinflusst.

## Geschichte

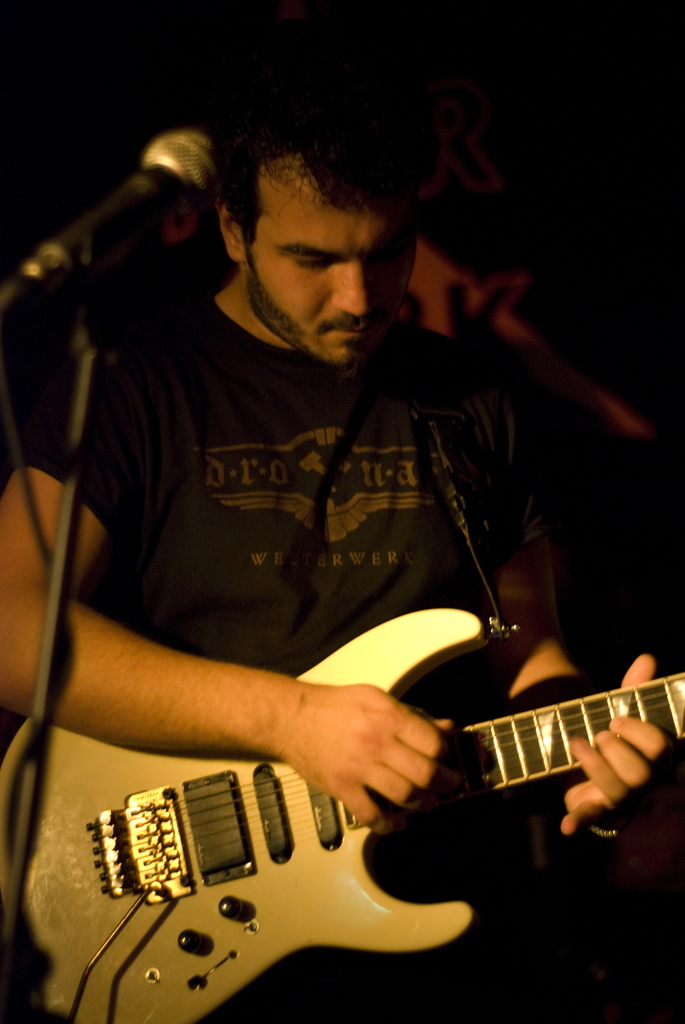
Gitarrist Simone Campione auf dem Fear-Dark-Festival 2008

Die Band wurde 1998 gegründet, als Giuseppe Bondì und Claudio Diprima, die zuvor in einer Coverband Power Metal nachspielten, die Idee hatten, ihre eigene Musik zu spielen. Bald waren auch die restlichen Band-Posten besetzt und sie spielten mit Maurizio Malta, Giovanni Santini, Michele Cristofalo und Dario Grillo ihr erstes Demoband namens Sword, Crown and Shields ein, das nur drei Titel enthielt. Bald nahmen sie ein zweites Demotape auf, das auf gute Kritik stieß. Es wurde von Metal Hammer zum besten Demo im Mai 1999 gekürt und Thy Majestie unterschrieb daraufhin einen Vertrag mit Scarlet Records. Kurz darauf verließ Bassist Cristofalo die Band und wurde von Dario D’Alessandro ersetzt.
Im März 2000 starteten sie die Aufnahmen zum ersten Album The Lasting Power, dass auf weitgehend positive Bewertung stieß. Im Juni 2001 wurde 1066, ein Demo für ihr nächstes Album, das besser produziert werden sollte, aufgenommen. LIMB Music, die ehemalige Plattenfirma von Rhapsody of Fire, machte ihnen nach Veröffentlichung von 1066 ein Angebot bei ihnen zu unterschreiben, was sie jedoch auf Grund ihres noch laufenden Vertrags mit Scarlet Records ablehnen mussten. Im Januar 2002 gingen sie mit der US-amerikanischen Power-Metal-Band Kamelot auf Tour. Danach nahmen sie von März bis Mai 2002 ihr zweites Album Hastings 1066 auf, ein Konzeptalbum über die bekannte Schlacht bei Hastings. Im Dezember gingen sie auf eine kleine Tour mit Vision Divine.
Im November 2003 verließ Dario Grillo die Band. Nachdem man etliche Zeit versucht hatte, mit Gabriele Grilli, dem ehemaligen Sänger von Doomsword, die Arbeit fortzusetzen, fand man einen passenden Sänger in Gestalt von Giulio Di Gregorio. Mit ihm begaben sie sich im September 2004 erneut ins Studio, diesmal ihr eigenes Musikstudio, um ein neues Album zu produzieren. Die Aufnahmen gestalteten sich jedoch laut Band schwierig und sie können diese erst im Juni 2005 abschließen. Jeanne d'Arc, der Name des neuen Albums, wurde im Oktober 2005 veröffentlicht und ist erneut ein Konzeptalbum, diesmal um die Heilige Jeanne d’Arc. Als Thy Majestie im April 2005 nach Krankheit des Sängers ihr erstes Konzert gegeben hatte, konnte die Band nicht länger die Augen verschließen vor der Ungeeignetheit Giulio Di Gregorios als englischsprachiger Sänger der Band, weil dieser kein gutes Englisch spricht. Auch andere Unstimmigkeiten führten zu einer Trennung des Sängers von der Band.
Erneut auf der Suche nach einem Sänger probierte man es zunächst mit dem Amerikaner Matt Aub, der jedoch zu weit weg wohnte, um wirklich effektiv mitarbeiten zu können. Im Oktober/November 2006 kam es dann zu einer Wiedervereinigung mit dem ehemaligen Sänger Dario Grillo, mit dem sie ihr viertes Album Dawn aufnahmen, das am 1. September 2008 erschien.

## Diskografie

### Alben
- 2000: The Lasting Power
- 2002: Hastings 1066
- 2005: Jeanne d'Arc
- 2008: Dawn
- 2012: ShiHuangDi

### Demos
- 1998: Sword, Crown and Shields (3-Lieder-Demo)
- 1999: Perpetual Glory (Demo)
- 2001: 1066 (Demo für Hastings 1066)